# Искија (Кјети)
Искија (итал. Ischia) је насеље у Италији у округу Кјети, региону Абруцо.
Према процени из 2011. у насељу је живело 11 становника. Насеље се налази на надморској висини од 241 м.